# 沢田敬也
沢田 敬也（さわだ よしなり、1933年2月9日 - ）は、日本の英語学者。
日本大学文学部英文科卒、明治学院大学大学院修士課程修了、北海道教育大学講師、静岡大学法経学部助教授、日本大学農獣医学部教授、生物資源科学部教授。2003年定年退任。1978 - 1979年、ニュージーランドのヴィクトリア大学客員研究員となり、ニュージーランドの英語が違うことに気づき『ニュージーランドの英語』を刊行する。

## 著書
- 『ニュージーランドの英語』オセアニア出版 1981

### 編著・共著
- 『アメリカの文学方言辞典 辞書にない語をひく』編著 オセアニア出版 1984
- 『オーストラリア・ニュージーランド英語辞典』編著 オセアニア出版社 1987
- 『必修英熟語演習 基本と完全対策』江藤秀一共著 篠崎書林 1982
- 『いつでもどこでも必携英熟語練習ノート』江藤秀一共編 篠崎書林 1993
- 『新オーストラリア・ニュージーランド英語中辞典』監修、坂本都子、武田修一、佐和田敬司共編 オセアニア出版社、2001
- 『オーストラリア・ニュージーランド英語文化大辞典』編集主幹 オセアニア出版社 2011

### 翻訳
- 『ウルマンの日記』聖文舎 1977
- W・S・ラムソン『オーストラリアの英語 語彙の歴史的研究 改訂版』船城道雄 他共訳 オセアニア出版社 1985
- A・G・ミッチェル、A・デルブリッジ『オーストラリアのことば 豪州話法完全解剖』小田中章浩・沢田敬人共訳 オセアニア出版社 1998
- E・ゴードン、T・デヴァソン『ニュージーランドのことば NZ英語完全解剖』小原純子共訳 オセアニア出版社 1998